# سیارک ۱۶۹۹۶
سیارک ۱۶۹۹۶ (به انگلیسی: 16996 Dahir، نامگذاری:1999CM32) شانزده هزار و نهصد و نود و ششمین سیارک کشف شده‌است که در ۱۰ فوریه ۱۹۹۹ کشف شد.
قدر مطلق سیارک برابر ۱۰.۷ است.